# Val-d’Oire-et-Gartempe
Val-d’Oire-et-Gartempe ist eine französische Gemeinde mit 1.712 Einwohnern (Stand: 1. Januar 2022) im Département Haute-Vienne in der Region Nouvelle-Aquitaine. Sie gehört zum Arrondissement Bellac und zum Kanton Châteauponsac.
Sie entstand als Commune nouvelle mit Wirkung vom 1. Januar 2019, indem die bisherigen Gemeinden Bussière-Poitevine, Darnac, Saint-Barbant und Thiat fusioniert wurden. Diese sind seither Communes déléguées. In Bussière-Poitevine befindet sich die Mairie.

## Gliederung
| Ortsteil                             | ehemaliger INSEE-Code | Fläche (km²) | Einwohnerzahl zum 1. Januar 2022 |
| ------------------------------------ | --------------------- | ------------ | -------------------------------- |
| Bussière-Poitevine (Verwaltungssitz) | 87028                 | 41,71        | 866                              |
| Darnac                               | 87055                 | 25,93        | 349                              |
| Saint-Barbant                        | 87136                 | 42,47        | 336                              |
| Thiat                                | 87196                 | 11,35        | 161                              |

## Lage
Nachbargemeinden sind Adriers im Nordwesten, Lathus-Saint-Rémy, Oradour-Saint-Genest im Norden, Saint-Sornin-la-Marche im Osten, Saint-Bonnet-de-Bellac im Südosten, Saint-Martial-sur-Isop im Süden, Asnières-sur-Blour und Luchapt im Südwesten und Mouterre-sur-Blourde im Westen.